# Eutelsat 16B
Eutelsat 16B - należący do konsorcjum Eutelsat satelita telekomunikacyjny z serii Hot Bird, wyniesiony na orbitę 17 lutego 1998 pod nazwą Hot Bird 4.

## Budowa
Zaprojektowany i zbudowany przez firmy British Aerospace i Matra Marconi Space (obecnie EADS Astrium) w oparciu o platformę Eurostar-2000+. Posiada 28 transponderów dużej mocy (135 W) pracujących w paśmie Ku. Dwa rozkładane panele ogniw słonecznych są w stanie dostarczyć do 6,0 kW mocy.

## Przebieg misji
Satelita umieszczony na orbicie geostacjonarnej (nad równikiem), pierwotnie pracował na pozycji 13 stopni długości geograficznej wschodniej jako Hot Bird 4. We wrześniu 2005 został wydzierżawiony operatorowi Nilesat i zmienił nazwę na Nilesat 103, a jego pozycję zmieniono na 7°W. W czerwcu 2006 znów zaczął użytkować go Eutelsat, nadając mu nazwę Atlantic Bird 4. W kwietniu 2009 przeniesiono go na pozycję 16°E i zmieniono jego nazwę na Eurobird 16. Obecną nazwę Eutelsat 16B otrzymał 1 marca 2012 w ramach ujednolicenia nazw satelitów przez Eutelsat.
Eutelsat 16B nadaje programy telewizyjne oraz zajmuje się transmisją danych i usługami multimedialnymi. Sygnał z satelity odbierany jest obecnie w Europie, Afryce Północnej, na Bliskim Wschodzie i na wyspach Oceanu Indyjskiego (Madagaskar i okolice). Jego żywotność zaplanowano na 15 lat. Satelitę przeniesiono w 2015 na orbitę cmentarną i wyłączono.